# Classica di San Sebastián 2021
La Classica di San Sebastián 2021 (ufficialmente Donostia San Sebastian Klasikoa), quarantesima edizione della corsa e valevole come ventiduesima prova dell'UCI World Tour 2021 categoria 1.UWT, si svolse il 31 luglio 2021 su un percorso di 223,5 km, con partenza e arrivo a San Sebastián, in Spagna. La vittoria fu appannaggio dello statunitense Neilson Powless, il quale completò il percorso in 5h34'31", alla media di 40,088 km/h, precedendo lo sloveno Matej Mohorič e il danese Mikkel Frølich Honoré.
Sul traguardo di San Sebastián 102 ciclisti, su 175 partiti dalla medesima località, portarono a termine la competizione.

## Squadre e corridori partecipanti
Alla competizione prendono parte 25 squadre, le diciannove del UCI World Tour 2021 e cinque di categoria UCI ProTeam, ciascuna delle quali composta da sette corridori, per un totale di 175 ciclisti.
| N.      | Cod. | Squadra                |
| ------- | ---- | ---------------------- |
| 1-7     | DQT  | Deceuninck-Quick Step  |
| 11-17   | ACT  | AG2R Citroën Team      |
| 21-27   | UAD  | UAE Team Emirates      |
| 31-37   | AST  | Astana-Premier Tech    |
| 41-47   | TFS  | Trek-Segafredo         |
| 51-57   | BOH  | Bora-Hansgrohe         |
| 61-67   | MOV  | Movistar Team          |
| 71-77   | ISN  | Israel Start-Up Nation |
| 81-87   | GFC  | Groupama-FDJ           |
| 91-97   | EFN  | EF Education-Nippo     |
| 101-107 | IGD  | Ineos Grenadiers       |
| 111-117 | TEN  | TotalEnergies          |
| 121-127 | TBV  | Bahrain Victorious     |

| N.      | Cod. | Squadra                  |
| ------- | ---- | ------------------------ |
| 131-137 | TQA  | Team Qhubeka NextHash    |
| 141-147 | BEX  | Team BikeExchange        |
| 151-157 | TJV  | Jumbo-Visma              |
| 161-167 | COF  | Cofidis                  |
| 171-178 | CJR  | Caja Rural-Seguros RGA   |
| 181-187 | EUS  | Euskaltel-Euskadi        |
| 191-197 | IWG  | Intermarché-Wanty-Gobert |
| 201-207 | DSM  | Team DSM                 |
| 211-217 | BBH  | Burgos-BH                |
| 221-227 | LTS  | Lotto Soudal             |
| 231-237 | ARK  | Team Arkéa-Samsic        |
| 241-247 | EKP  | Equipo Kern Pharma       |

## Ordine d'arrivo (Top 10)
| Pos. | Corridore            | Squadra     | Tempo    |
| ---- | -------------------- | ----------- | -------- |
| 1    | Neilson Powless      | EF          | 5h34'31" |
| 2    | Matej Mohorič        | Bahrain     | s.t.     |
| 3    | Mikkel Honoré        | Deceuninck  | s.t.     |
| 4    | Lorenzo Rota         | Intermarché | a 30"    |
| 5    | Alessandro Covi      | UAE         | a 1'04"  |
| 6    | Julian Alaphilippe   | Deceuninck  | s.t.     |
| 7    | Odd Christian Eiking | Intermarché | s.t.     |
| 8    | Jonas Vingegaard     | Jumbo       | s.t.     |
| 9    | Gianni Moscon        | Ineos       | s.t.     |
| 10   | Bauke Mollema        | Trek        | s.t.     |